# کاندیاک، کبک
کاندیاک (به فرانسوی: Candiac) شهرکی در منطقه شهری روسیون ناحیه مونترژی در استان کبک کانادا است. در سرشماری سال ۲۰۱۱ این شهرک ۱۴٬۸۶۶ نفر جمعیت داشته‌است و مساحت آن ۱۶٫۴ کیلومتر مربع است.